# Biencourt (Somme)
Biencourt ist eine nordfranzösische Gemeinde mit 142 Einwohnern (Stand 1. Januar 2022) im Département Somme in der Region Hauts-de-France. Die Gemeinde liegt im Arrondissement Abbeville und ist Teil des Kantons Gamaches.

## Geographie
Die Gemeinde liegt zwischen Le Translay und Ramburelles rund zehn Kilometer östlich von Gamaches.

## Einwohner
| 1962 | 1968 | 1975 | 1982 | 1990 | 1999 | 2006 | 2011 |
| ---- | ---- | ---- | ---- | ---- | ---- | ---- | ---- |
| 113  | 137  | 115  | 114  | 120  | 116  | 120  | 126  |

## Sehenswürdigkeiten

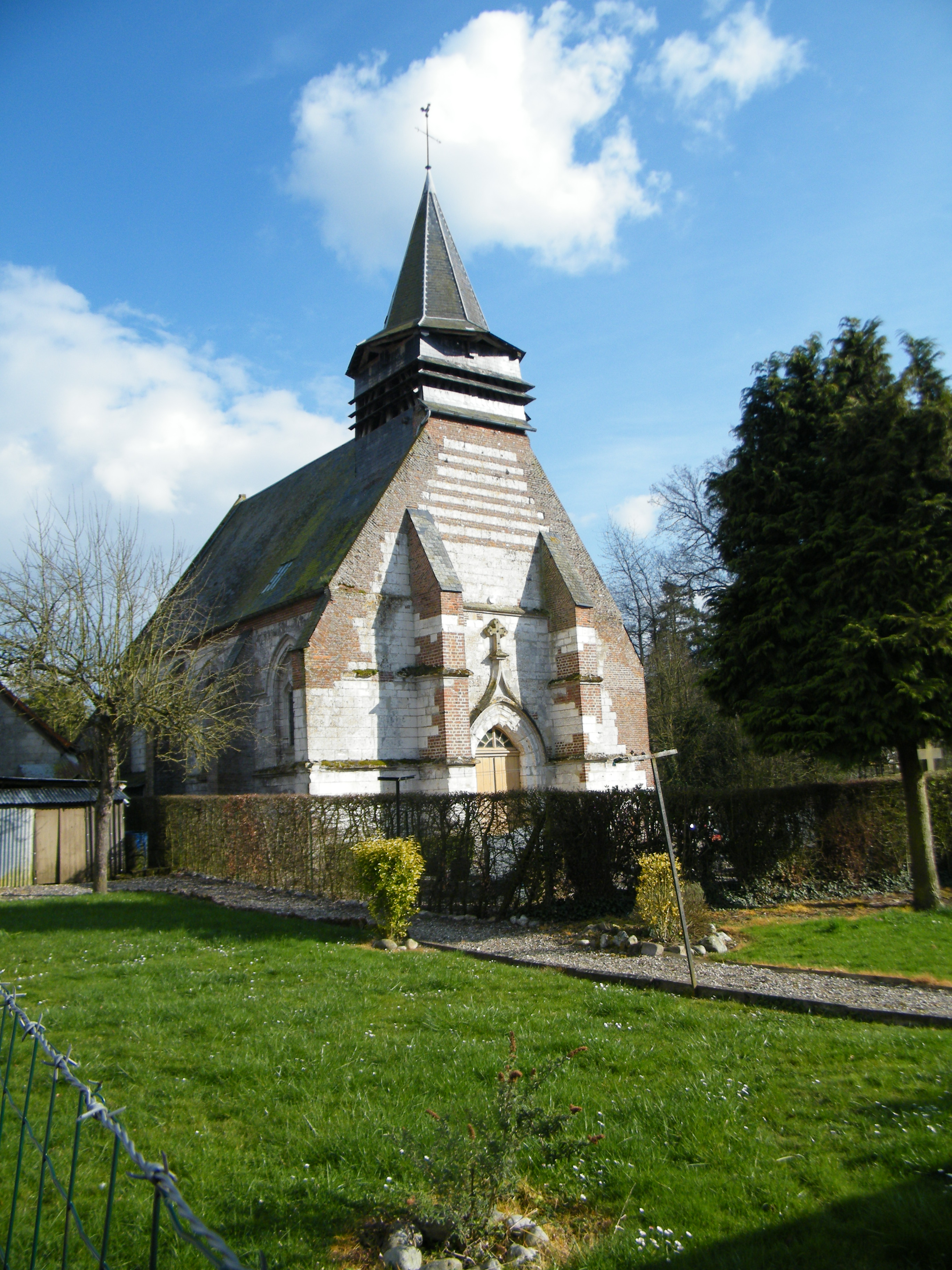
Kirche Saint-Martin

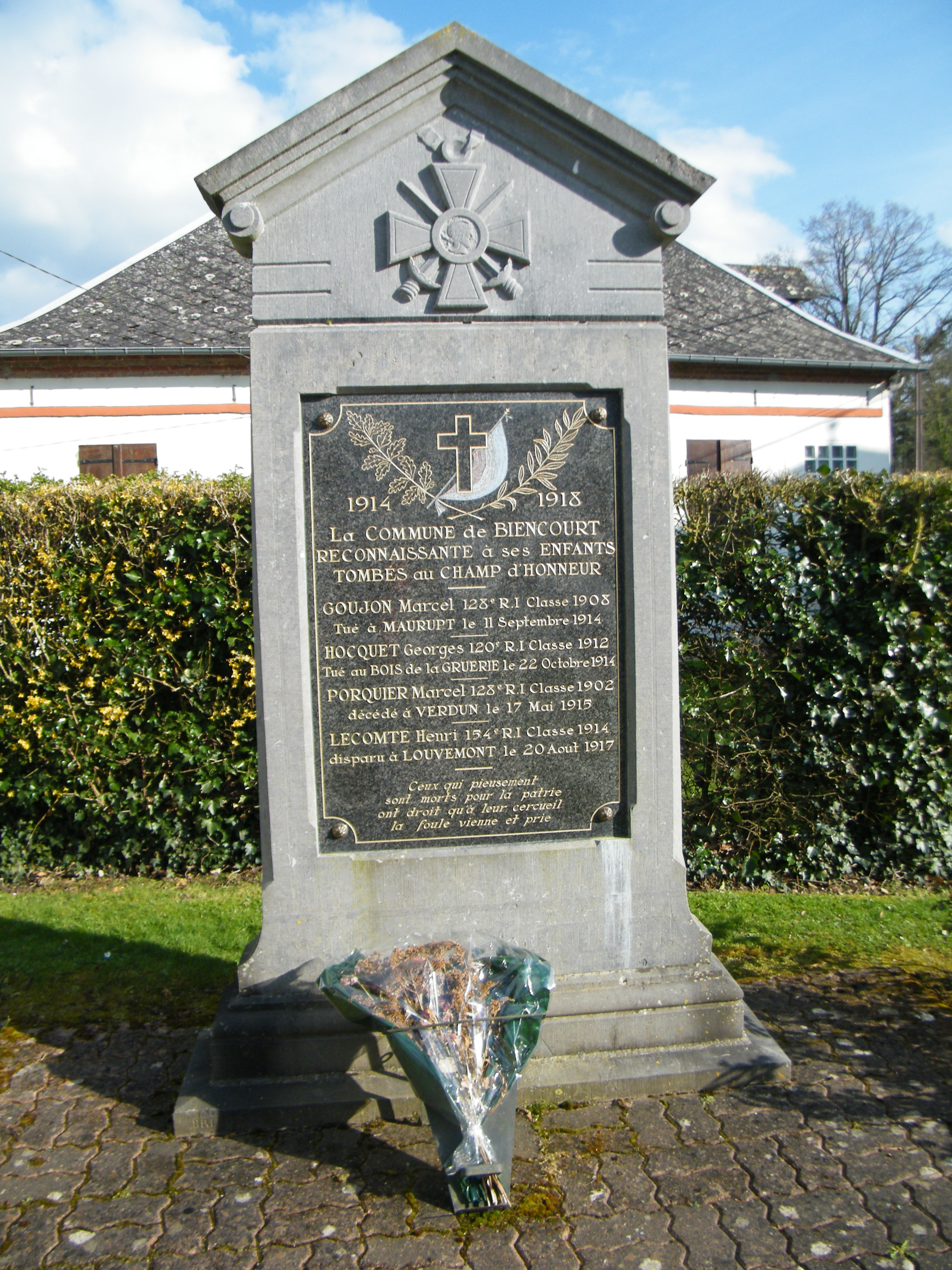
Kriegerdenkmal

- Kirche Saint-Martin[1]
- Schloss aus dem 18. Jahrhundert[2]
- Kriegerdenkmal